# Stazione di Geldermalsen
Geldermalsen, è una stazione ferroviaria di scambio passante di superficie sulle linee ferroviarie Utrecht-Boxtel e Elst-Dordrecht nella città di Geldermalsen, Paesi Bassi.